# Валері Гарт
Валері Гарт (Valerie Paul Hart, нар. 13 березня 1933 – 26 лютого 2021) — політичний лідер корінного населення з етнічної групи Вапішана та член партії індіанців Гаяни, опозиційний уряду Форбса Бернема; вона балотувалася на загальних виборах 1968 року, хоча її не обрали. Була заслана після участі в повстанні Рупунуні.

## Сепаратистський рух
Будучи членом Партії індіанців Гаяни разом із родиною свого чоловіка, вона була присутня на Першій конференції лідерів індіанців, названій Конгресом Кабакабурі, на якому було висунуто кілька вимог прем’єр-міністру Форбсу Бернему, який представляв спільноту з близько 40 000 корінних жителів регіону. 
На загальних виборах у Гаяні 1968 року Гарт балотувалася на місце в Національній асамблеї Гаяни під партією «Об'єднана сила». 
Вранці 2 січня 1969 року відбулося селянське повстання проти влади району, захоплення громадських будівель, аеропортів і заручників. Валері було призначено першим президентом вільної держави Ессекібо, яка негайно попросила захисту від уряду Венесуели Рауля Леоні. Тієї ночі повстання було жорстоко придушено Силами оборони Гаяни, що призвело до знищення кількох будинків корінного населення, близько 100 жертв і втечі багатьох корінних жителів до Бразилії та Венесуели.

## Вигнання
Тієї ж ночі Валері Гарт втекла зі своєю родиною до Сьюдад-Болівар, а потім поїхала до Каракасу, щоб попросити військової допомоги від уряду Венесуели; за її словами, її метою було від імені повстанців створити незалежний регіон Гаяна. 
Валері Гарт провела приватні зустрічі з міністрами внутрішніх справ і закордонних справ Венесуели, Рейнальдо Леандро Мора та Ігнасіо Ірібарреном Борхесом, відповідно, у пошуках допомоги, а також висловила зацікавленість у запиті на інтерв’ю з президентом Раулем Леоні та з кандидатом-переможцем від останніх виборів та наступним президентом Рафаелем Кальдера. З інтерв'ю, проведених з міністрами закордонних і внутрішніх справ Венесуели, вона сказала, що вони не робили жодної пропозиції, оскільки вони сказали їй, що це дуже чутливі міжнародні політичні питання. Через кілька хвилин після того, як журналісти вийшли з кабінету, міністр заявив, що «Венесуела не розглядає допомогу повстанцям Гаяни». Міністр внутрішніх справ Рейнальдо Леандро Мора заявив, що «рух не зазнав би краху, якби Венесуела втрутилася». На прес-конференції неподалік, у лаунжі Antímano готелю El Conde, Валері Гарт обурено заявила: «Я хочу, щоб було добре зрозуміло, що якщо уряд Венесуели під тиском Сполучених Штатів не надасть ніякої допомоги народу Рупунуні, це буде рівнозначно підтримці уряду Бернема».
Пізніше в житті Гарт стала євангельською християнкою. Вона померла у Веро-Біч, штат Флорида, 26 лютого 2021 року.

## Особисте життя
Сім'я Гарт переїхала до Гаяни з Північної Дакоти в 1914 році. У неї було шестеро братів, американських громадян, які здобули освіту в США. Гарт володіли ранчо в Мореру.
Своє прізвище Валері отримала від свого чоловіка (Гаррі Гарта), який був пілотом, з ним у неї було п'ятеро дітей. І Валері, і її чоловік брали участь у святкуванні Незалежності Гаяни в 1966 році у виставі вищого пілотажу.